# Myrmecophilus bituberculatus
Myrmecophilus bituberculatus är en insektsart som beskrevs av Sigfrid Ingrisch 2001. Myrmecophilus bituberculatus ingår i släktet Myrmecophilus och familjen Myrmecophilidae. Inga underarter finns listade i Catalogue of Life.